# YWHAB
YWHAB (англ. Tyrosine 3-monooxygenase/tryptophan 5-monooxygenase activation protein beta) – білок, який кодується однойменним геном, розташованим у людей на короткому плечі 20-ї хромосоми.  Довжина поліпептидного ланцюга білка становить 246 амінокислот, а молекулярна маса — 28 082.
| 10         |  | 20         |  | 30         |  | 40         |  | 50         |
| ---------- |  | ---------- |  | ---------- |  | ---------- |  | ---------- |
| MTMDKSELVQ |  | KAKLAEQAER |  | YDDMAAAMKA |  | VTEQGHELSN |  | EERNLLSVAY |
| KNVVGARRSS |  | WRVISSIEQK |  | TERNEKKQQM |  | GKEYREKIEA |  | ELQDICNDVL |
| ELLDKYLIPN |  | ATQPESKVFY |  | LKMKGDYFRY |  | LSEVASGDNK |  | QTTVSNSQQA |
| YQEAFEISKK |  | EMQPTHPIRL |  | GLALNFSVFY |  | YEILNSPEKA |  | CSLAKTAFDE |
| AIAELDTLNE |  | ESYKDSTLIM |  | QLLRDNLTLW |  | TSENQGDEGD |  | AGEGEN     |

A: Аланін

C: Цистеїн

D: Аспарагінова кислота

E: Глутамінова кислота

F: Фенілаланін

G: Гліцин

H: Гістидин

I: Ізолейцин

K: Лізин

L: Лейцин

M: Метіонін

N: Аспарагін

P: Пролін

Q: Глутамін

R: Аргінін

S: Серин

T: Треонін

V: Валін

W: Триптофан

Задіяний у такому біологічному процесі як взаємодія хазяїн-вірус. 
Локалізований у цитоплазмі.